# Mausoleo romano de Punta del Moral
El Mausoleo tardorromano de Punta del Moral (Isla Canela, Ayamonte, Andalucía, España) es una edificación funeraria romana, que parece tratarse de un panteón o sepulcro familiar. Formaría parte de un vasto complejo en el que se incluiría una factoría de conservación de pescado.

## Datación
La edificación está datada en el siglo IV. En prospecciones efectuadas en el entorno inmediato al mausoleo se han detectado numerosos restos pertenecientes a un importante poblamiento, con dos áreas bien definidas, cronológica y espacialmente, una de ellas altoimperial, y otra datada en los siglos IV y V d. C.
A su alrededor aparecieron, entre otros objetos, numerosas monedas de la época de Constantino I el Grande, emperador romano entre los años 306 y 337. Los restos arqueológicos encontrados en Isla Canela demuestran la existencia de un poblado tardo-romano en la zona, datado en unos trescientos años después de Cristo, dedicado principalmente a la explotación de la pesca y a la fabricación de salazones de la misma.

## Descubrimiento del yacimiento
Los restos de este emplazamiento fueron hallados en el año 1981 como consecuencia de la actuación en las inmediaciones de una pala mecánica durante unas obras en las que se realizaban movimientos de arena perteneciente a una duna que ocultaba los restos. Esta pala mecánica dañó el vértice S.E. de la estructura.

## Descripción de la edificación y los restos
Pequeño mausoleo de planta rectangular con una sola estancia, muros de mampostería, sillares mal escuadrados, suelo de ladrillo y cubierta a dos vertientes. Posee una sola puerta y dos ventanas. 
La cubierta estaba revestida con tejas planas y, entre ellas, otras tejas curvas (o tejas árabes como se conocen actualmente) cubriendo las ranuras. La cubierta estuvo en su origen soportada por una estructura de madera, totalmente desaparecida.
Según el arqueólogo Mariano del Amo, en el momento de su descubrimiento, era el único yacimiento romano en España en el que se conservan las tejas.
En su interior contenía cuatro fosas de inhumación cubiertas por losas de mármol o ladrillos: dos de adultos y dos infantiles:
- Un niño (de unos ocho a diez años)
- Un hombre adulto
- Una mujer adulta
- Un joven

Las lápidas carecían de inscripciones. Entre las tumbas se encontraron clavos que eran colocados, según la costumbre de la época, para ahuyentar a los malos espíritus.
El material encontrado tras la primera intervención y excavación de este yacimiento realizadas por Mariano del Amo, y que no fue sustraído por las personas que invadieron el lugar en los días posteriores a su descubrimiento, están depositados en el Museo Provincial de Huelva.

## Fases de las excavaciones, obras y restauraciones realizadas sobre el yacimiento
- Primera Excavación (1981 - ?). Mariano del Amo y de la Hera. Cortes en el exterior y en el interior del yacimiento. Excavación de las cuatro tumbas y el pavimento. Los resultados de esta excavación no han sido publicados. Los restos encontrados están depositados en el Museo provincial de Huelva.
- Fase de abandono. El yacimiento sufre la expoliación de sus restos después de finalizar la excavación arqueológica anterior, y cae en el olvido hasta 1986.
- Trabajos de limpieza, consolidación y cerramiento (1986). Delegación provincial de Huelva de la Consejería de Cultura de la Junta de Andalucía. Trabajos realizados por José A. Teba. Se realiza una prospección superficial por la zona circundante al yacimiento donde se recogen principalmente fragmentos de cerámica romana y moderna, fragmentos de tegulae y ladrillos.
- Inspección superficial de las inmediaciones dentro del proyecto "Tierra Llana". 1993. Encontrados y catalogados diversos fragmentos de materiales de construcción, cerámica y vidrio. La mayoría del material anfórico encontrado corresponde a los siglos IV-V. Solo aparece un fragmento del siglo VI. Se excluye en esta intervención la zona vallada alrededor del mausoleo.
- Restauración promovida por el ayuntamiento (2004-2005). El Ayuntamiento de Ayamonte llevó a cabo obras de restauración en esta estructura durante el año 2004 y 2005, con financiación de la Junta de Andalucía. Según el responsable técnico de las obras en ese momento, Manuel González, se pretendía devolver al recinto a su estado primitivo, y debido al estado de ruinosidad que sufría, se precisó la incorporación de nuevos elementos estructurales para crear una "reproducción" lo más parecida posible a la original. Durante esta intervención se comprobó que para la construcción original de este mausoleo se había utilizado piedra procedente de Cádiz, Portugal y del propio Ayamonte. El enlosado que rodea a la estructura y el muro que la protege de la carretera cercana no existían tampoco antes de esta intervención.

Imágenes del estado de la estructura tras la restauración por parte del Ayuntamiento de Ayamonte en el año 2004.

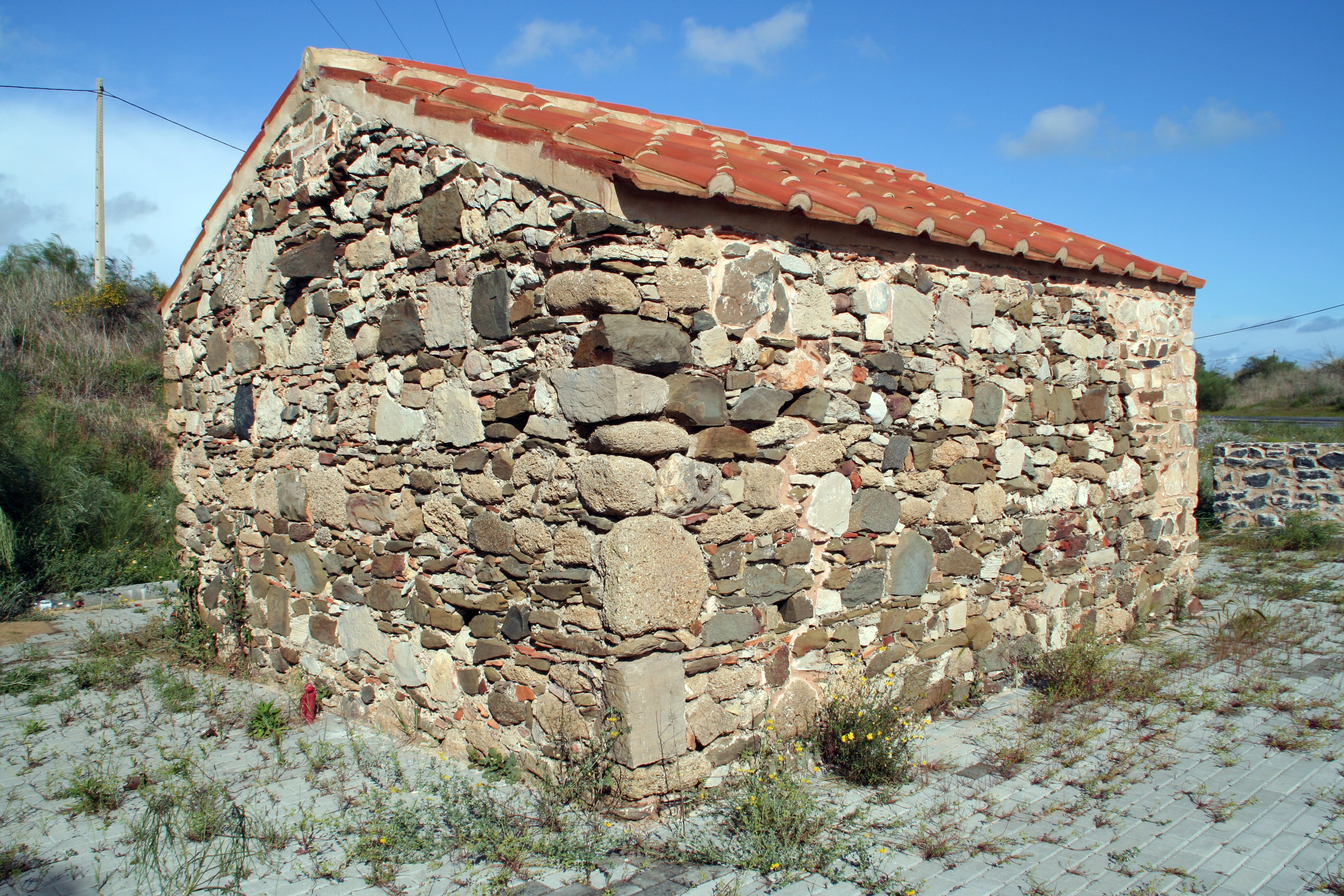
Vista trasera del mausoleo reconstruido tras la restauración realizada en 2004. Foto año 2008.
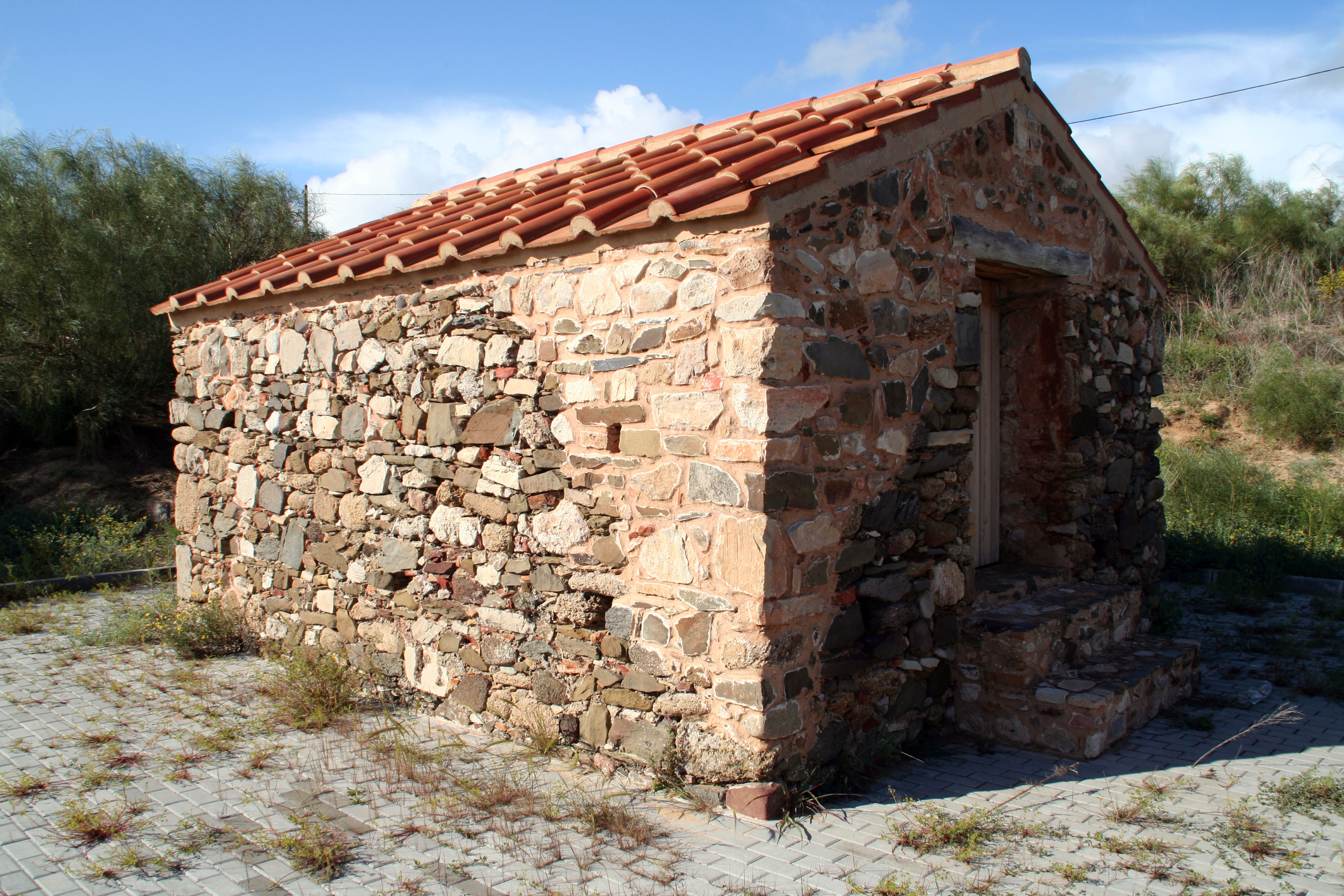
Vista delantera, donde se observa (reconstruido) el daño realizado por la pala mecánica en el vértice S.E. de la estructura durante el descubrimiento del yacimiento en 1981. Foto año 2008.
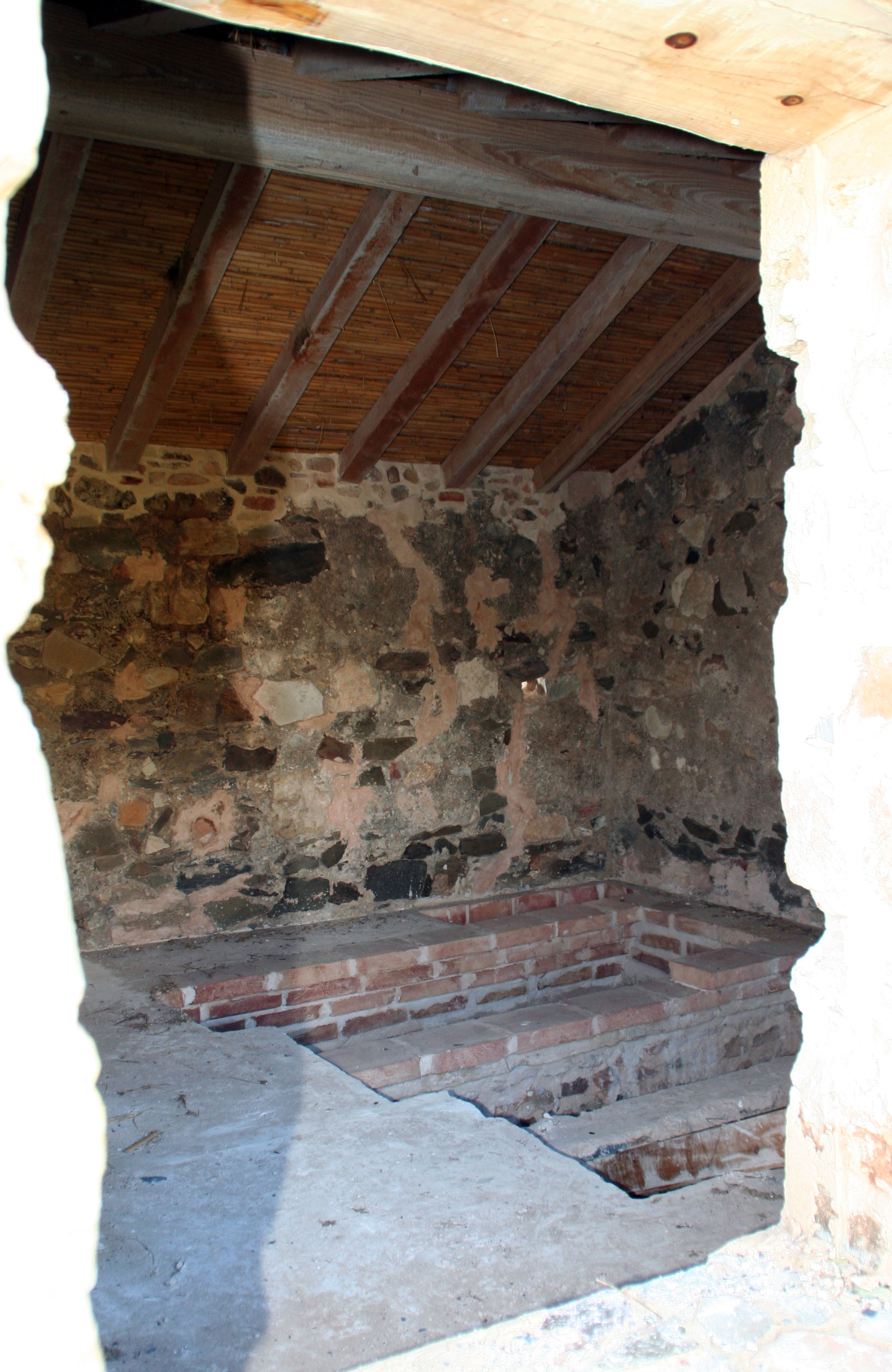
Vista del interior a través de la única ventana de la estructura. Foto 2008.

## Emplazamiento
37°12'N - 7°2'W. Se sitúa dentro del Paraje Natural de las Marismas de Isla Cristina, en Isla Canela (Ayamonte). La mayor parte del yacimiento, situado en la orilla izquierda de la ctra. que enlaza Ayamonte con Punta del Moral, en el km. 6,200, permanece enterrado bajo la arena, y oculto así su emplazamiento real, sin que todavía se haya hecho un estudio arqueológico en profundidad de la zona.

## Catalogación
Está clasificado en la Base de Datos de Patrimonio Inmueble de Andalucía (BDI) con el código 210100003, descrito como mausoleo de época del bajo imperio romano, bajo la denominación: Mausoleo del Campo de Canela. Otras denominaciones: Cabezo de las Piedras.
Solo existe un proyecto de estudio de la zona por parte de la Delegación Provincial de Cultura.